# ارين راندولف بورغس
ارين راندولف بورغس (بالإنجليزية: Warren Randolph Burgess)‏ هو دبلوماسي أمريكي، ولد في 7 مايو 1889 في نيوبورت في الولايات المتحدة، وتوفي في 16 سبتمبر 1978 في واشنطن العاصمة في الولايات المتحدة.